# Cidade Jardim (escola de samba)
Grêmio Recreativo Escola de Samba Cidade Jardim é uma escola de samba de Belo Horizonte, Minas Gerais. É a maior campeã do Grupo Especial do carnaval de Belo Horizonte, com o enredo 16 títulos.

## História
O Cidade Jardim foi fundado em 13 de abril de 1961, através de uma ala da escola União Serrana, que era sediada no morro do bairro da Serra. Inconformados com os rumos da escola, estes componentes, querendo revolucionar o Carnaval Belo-horizontino, fundaram uma dissidência com o mesmo formato do Carnaval carioca.
Em 2009, a escola apresentou o casal Caio e Tiene
Em 2010, foi rebaixada para o Grupo B do Carnaval, retornando ao grupo principal no ano seguinte, ao vencer a segunda divisão.
Quarta colocada em 2012, manteve-se no grupo principal.

## Segmentos

### Presidentes
| Nome                       | Mandato        | Ref.  |
| -------------------------- | -------------- | ----- |
| Alexandre Silva Costa "Li" | ? - atualidade | [ 5 ] |

### Rainhas de bateria
| Período | Rainha | Madrinha | Ref.  |
| ------- | ------ | -------- | ----- |
| 2010    | Kely   |          | [ 6 ] |

## Carnavais
| Ano         | Colocação                                                   | Grupo                                                       | Enredo                                                                                    | Ref.                     |
| ----------- | ----------------------------------------------------------- | ----------------------------------------------------------- | ----------------------------------------------------------------------------------------- | ------------------------ |
| 1977        |                                                             |                                                             | As minas do Congo Sôco                                                                    | [ 2 ]                    |
| 1981        | Vice-campeã                                                 | A                                                           | Pampulha, Mineirão Mineirinho                                                             | [ 2 ]                    |
| 1983        | Campeã                                                      | A                                                           | A GRANDE FESTANÇA DAS GERAIS                                                              | [ 2 ]                    |
| 1984        |                                                             | A                                                           | Don Reino a Nova Terra                                                                    | [ 2 ]                    |
| 1986        |                                                             | A                                                           | Os Deuses Orixás nos 25 Anos da Cidade Jardim                                             | [ 2 ]                    |
| 1987        | 3º lugar                                                    | A                                                           | Sonho de liberdade - De Zumbi a Tancredo Neves                                            | [ 2 ]                    |
| 1988        |                                                             | A                                                           | Gira roda, roda gira neste mundo de criança                                               | [ 2 ]                    |
| 1992 a 2003 | Não houve desfile oficial do Carnaval de Belo Horizonte     | Não houve desfile oficial do Carnaval de Belo Horizonte     | Não houve desfile oficial do Carnaval de Belo Horizonte                                   | [ 2 ]                    |
| 2005        | 4º lugar                                                    | A                                                           | Cidade de Congonhas e a Estrada Real                                                      | [ 2 ]                    |
| 2006        | 4º lugar                                                    | A                                                           | Festa para um Rei Negro                                                                   | [ 2 ]                    |
| 2007        | 5º lugar                                                    | A                                                           | Alegria, cores e fantasias                                                                | [ 2 ]                    |
| 2008        | 7º lugar                                                    | A                                                           | Cinqüentenário do Conjunto Santa Maria                                                    | [ 2 ]                    |
| 2010        | 7º lugar                                                    | A                                                           | Brasília. 50 anos da nova capital                                                         | [ 2 ] [ 6 ]              |
| 2011        | Campeã                                                      | B                                                           | 50 anos em cores, brilhos e fantasias                                                     | [ 2 ]                    |
| 2012        | 4º lugar                                                    | A                                                           | Liberdade, o outro nome de Minas                                                          | [ 2 ]                    |
| 2013        | 4º lugar                                                    | A                                                           | Cada Louco Com Sua Loucura                                                                | [ 2 ]                    |
| 2014        | Desclassificada                                             | A                                                           | Cidade Jardim e seus horizontes                                                           | [ 2 ]                    |
| 2015        | Vice-campeã                                                 | A                                                           | Tutti Maravilha Nós Sambamos com Você.                                                    | [ 2 ]                    |
| 2016        | 4º lugar                                                    | A                                                           | Clube da Esquina                                                                          | [ 2 ]                    |
| 2017        | 3º lugar                                                    | A                                                           | Abre a Cortina amor escute o tamborim se tem teatro tem samba , samba na Cidade Jardim.   | [ 2 ]                    |
| 2018        | 3º lugar                                                    | A                                                           | Cidade Jardim canta as flores                                                             | [ 7 ] [ 8 ] [ 9 ] [ 10 ] |
| 2019        | 3º lugar                                                    | A                                                           | Lendas e contos de um felino sagrado                                                      | [ 11 ] [ 12 ]            |
| 2020        | 3º lugar                                                    | A                                                           | 300 Anos da História que a História não Contou                                            | [ 13 ]                   |
| 2021        | Não houve desfile oficial em função da pandemia de Covid-19 | Não houve desfile oficial em função da pandemia de Covid-19 | Não houve desfile oficial em função da pandemia de Covid-19                               | [ 13 ]                   |
| 2022        | Não houve desfile oficial em função da pandemia de Covid-19 | Não houve desfile oficial em função da pandemia de Covid-19 | Não houve desfile oficial em função da pandemia de Covid-19                               | [ 13 ]                   |
| 2023        | 4º lugar                                                    | A                                                           | Sem Medo de Ser Feliz                                                                     | [ 13 ]                   |
| 2024        | 4º lugar                                                    | A                                                           | Pelos Caminhos da Sabedoria, o Pavão Encontra o Dragão, Brasil-China, uma Viagem Cultural | [ 13 ]                   |
| 2025        | 6º lugar                                                    | A                                                           | Das Minas e Gerais, Nasceu um Povo Chamado Mineiros                                       | [ 13 ]                   |